# Liophidium apperti
Espèce
Statut de conservation UICN

 DD  : Données insuffisantes
Liophidium apperti est une espèce de serpents de la famille des Lamprophiidae. 

## Répartition
Cette espèce est endémique de Madagascar.

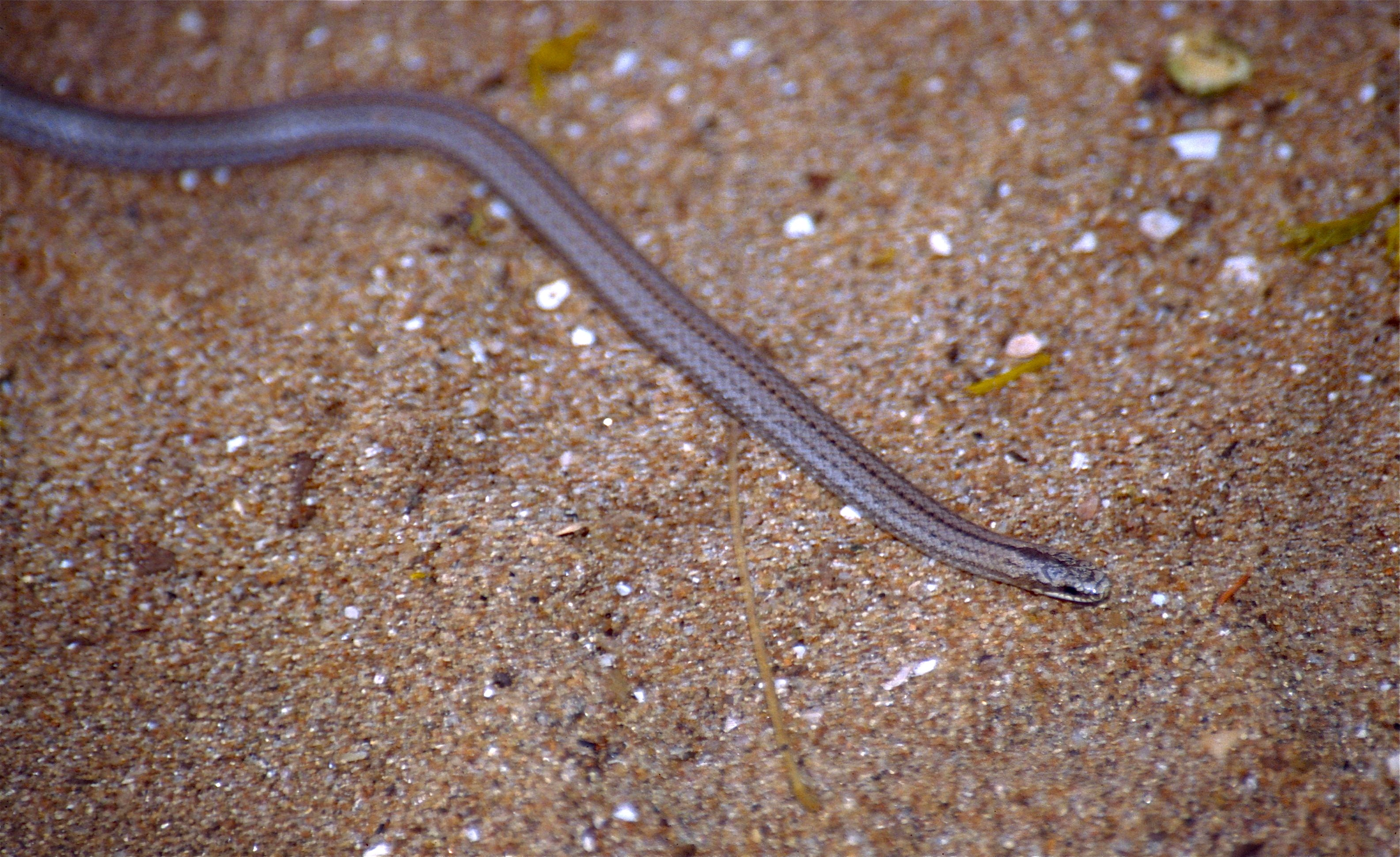

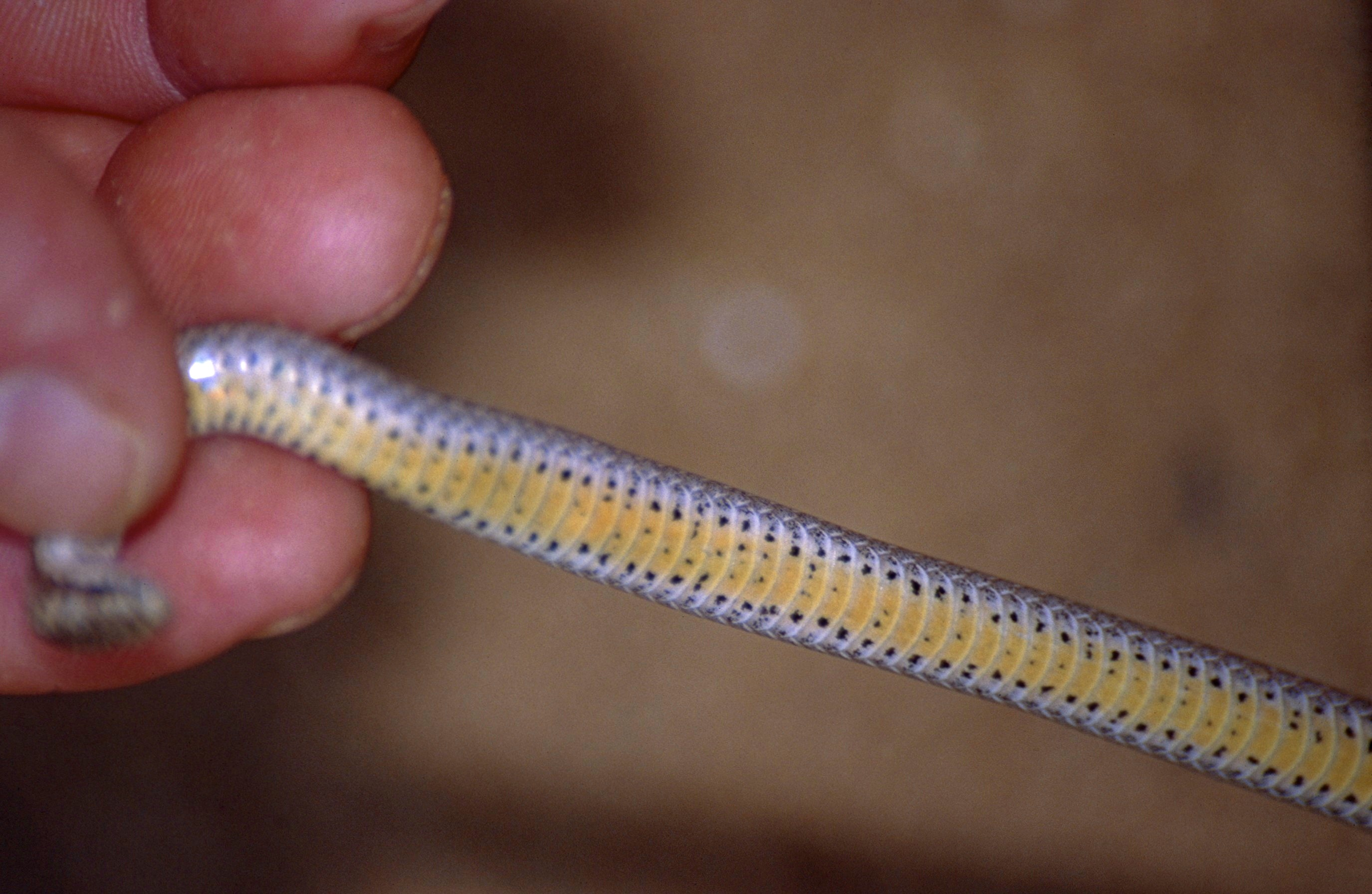

## Étymologie
Cette espèce est nommée en l'honneur du révérend Otto Appert (1930-).

## Publication originale
- Domergue, 1984 : Notes sur les serpents de la région malgache 3. Description de trois espèces nouvelles rapportées au genre Liophidium Boulenger, 1896. Bulletin du Muséum d'histoire naturelle de Paris, vol. 5, no 4, p. 1109-1122.